# À l'ombre de la mort
Pour plus de détails, voir Fiche technique et Distribution.
À l'ombre de la mort  (en letton : Nāves ēnā) est un film dramatique soviétique réalisé par Gunārs Piesis d'après la nouvelle éponyme de Rūdolfs Blaumanis (1899), sorti en 1971. Le film est inclus dans le Canon culturel letton. 

## Synopsis
Huit pêcheurs, tous habitants d'un même village, se retrouvent piégés sur un morceau de glace qui s'est détaché de la côte et continue à dériver en pleine mer. Les dernières réserves de nourriture et d'eau potable sont épuisées, les hommes mangent du poisson cru. Le morceau de glace devient de plus en plus petit. Ils se croient sauvés lorsqu'un canot apparait, mais celui-ci trop petit ne peut prendre que cinq parmi eux. Un tirage au sort déterminera qui pourra monter et qui devra rester. Dans cette situation extrême chacun se montre sous son vrai jour.

## Fiche technique
- Titre français : À l'ombre de la mort
- Titre original : letton : Nāves ēnā
- Réalisation : Gunārs Piesis
- Scénario : Jānis Kalniņš, Gunārs Piesis d'après la nouvelle de Rūdolfs Blaumanis
- Directeur de la photographie : Mārtiņš Kleins
- Second directeur de la photographie : Pēteris Trups
- Assistant directeur de la photographie : Gunārs Krievs
- Direction artistique : Herberts Līkums, Leopolds Dansons
- Assistant réalisateur : Varis Brasla, Sergejs Berdičevskis
- Musique : Marģers Zariņš
- Son : Gļebs Korotejevs
- Chef d'orchestre : Centis Kriķis
- Montage : Elza Preiss, Ruta Rūtēna
- Second réalisateur : Leonīds Brušteins
- Maquillage : Elita Rudzīte, Edite Bartkeviča
- Costumier : Dagne Melnāre
- Décors : Gunars Matvejs
- Effets spéciaux : Vladimirs Naumovs
- Rédaction : Laimonis Purs
- Directeur de production : Augusts Pētersons
- Administrateurs de production : Ruvims Amdurs, Arturs Balodis
- Société de production : Riga Film Studio
- Format : 35 mm - noir et blanc - mono
- Pays de production :  Union soviétique
- Genre : film dramatique
- Durée : 72 minutes
- Dates de sortie : 1971

## Distribution
- Gunārs Cilinskis : Birkenbaums
- Eduards Pāvuls : Grīntāls
- Pēteris Šogolovs : Kārlēns
- Kārlis Sebris : Zaļga
- Egons Beseris : Skapāns
- Olga Dreģe : Marija
- Edgars Liepiņš : Stūris
- Gunārs Placēns : Ludis Cubuks
- Harijs Avens : vieux Cubuks
- Juris Pļaviņš : Gurlums
- Ģirts Jakovļevs : Jānis Dalda
- Alfrēds Videnieks : vieux Dalda
- Lūcija Baumane  : femme de vieux Dalda
- Roberts Zēbergs : Sīlis
- Vaironis Jakāns : Skrastiņš
- Astrīda Gulbe : femme de Grīntāls
- Pēteris Auziņš : Skara